# Чарышское (Чарышский район)
Чары́шское — село в Алтайском крае России, административный центр Чарышского района; до 4 марта 2022 года центр и единственный населённый пункт Чарышского сельсовета.

## География
Расположено в 310 км к югу от Барнаула на реке Чарыш.
Уличная сеть
В селе 32 улицы и 9 переулков.
Ближайшие сёла
Красный Партизан 2 км, Комендантка 7 км, Долинское 9 км, Усть-Тулатинка 11 км, Сваловка 12 км, Тулата 13 км, Боровлянка 13 км, Берёзовка 14 км, Майорка 18 км, Щебнюха 20 км, Малый Бащелак 21 км.

## История
(см. также Чарышский форпост)
В середине XVIII века на юге Западной Сибири шло строительство пограничных линий, это обстоятельство способствовало тому, что происходило активное освоение территории, возникали новые населённые пункты.Село было основано в период строительства на Алтае Бийской линии оборонительных сибирских рубежей. Она располагалась в пределах Бийского и Змеиногорского уездов Алтайского округа Томской губернии. В её состав входили несколько станиц, более десятка посёлков, в том числе и станица Чарышская. Казаки Бийской линии составляли 6,9 % казачьего населения Сибирского войска и 21,8 % — 3-го военного отдела.
В 1765 году в этом районе был построен форпост, в котором поселились терские и донские казаки. После упразднения форпоста, на его месте обосновались поселенцы. В станице Чарышская первыми «обывательские» жилые строения освоили и стали жить на правах мирных поселенцев отставной драгун Жарков и отставной казак Балчугов (Балчуков).
В 1901 году из 3703 жителей станицы 3434 были казачьего сословия. К 1911 году в селе существовало три церкви, молитвенный дом, казачье училище.
По данным переписи 1939 года Чарышский сельсовет был самым крупным административным образованием, из которых село Чарышское было одним из самых больших сёл. В 1959 году село Чарышское насчитывало 2198 человек. С 2000 по 2006 год в ходе административных преобразований, в МО «Чарышский сельсовет» осталось село Чарышское.
Несмотря на то, что население Чарышского существенно пополнилось жителями других национальностей, до сих пор в нём чтут традиции казачества, организованы детский казачий ансамбль «Любо» и Чарышский казачий народный хор (руководитель: заслуженный работник культуры РФ Николай Дмитриевич Карпов).

## Население
| 1926  | 1939  | 1959  | 1970  | 1979  | 1989  | 1997  | 1998  | 1999  |
| ----- | ----- | ----- | ----- | ----- | ----- | ----- | ----- | ----- |
| 1728  | ↗2588 | ↘2198 | ↗2447 | ↗3658 | ↗3700 | ↘3625 | ↘3606 | ↘3588 |
| 2000  | 2001  | 2002  | 2003  | 2004  | 2005  | 2006  | 2007  | 2008  |
| ↘3557 | ↘3536 | ↘3444 | ↘3408 | ↗3417 | ↘3309 | →3309 | ↘3266 | ↗3320 |
| 2009  | 2010  | 2011  | 2012  | 2013  | 2014  | 2015  | 2016  | 2017  |
| ↗3422 | ↘3217 | ↘3203 | ↘3170 | ↗3184 | ↘3161 | ↘3124 | ↘3097 | ↘3093 |
| 2018  | 2019  | 2020  | 2021  |       |       |       |       |       |
| ↗3115 | ↗3120 | ↘3082 | ↗3089 |       |       |       |       |       |

## Экономика и социальная сфера
- Сельскохозяйственные организации: КФК и КХ, ООО «Подсобное», ОАО ПЗ «Чарышский» (разведение крупного рогатого скота, лесоводство и рыбоводство)
- Перерабатывающие: ООО «Чарышмолком», ООО «Чарышский Агролесхоз», ООО «Чарышский маслосырзавод» и др.
- Производственные и обслуживающие: ООО «Чарышская сельхозтехника», ГУП «Чарышское ДСУ-11», ООО «Чарышский коммунальщик» и др.
- Торговые и иные: ООО «Кварц», «Надежда», «Олвас», ООО «Ермак», Чарышское РАЙПО и др.
- Муниципальные организации: «Чарышская АЗС», типография, коммунальные (водоснабжающее предприятие ООО «Чарышское») и др., МАУ «Редакция газеты «Животновод Алтая», детская спортивная школа МБУДО «Чарышская ДШИ», КГБУЗ «Чарышская Центральная районная больница», МБОУ «Чарышская СОШ», МБДОУ детский сад «Берёзка», МБУ ДО «Центральный дом творчества», МБУК «Чарышский районный краеведческий музей», расположенный в старом казачьем доме (год постройки 1825 г.), памятник архитектуры XIX века[29], Чарышская централизованная библиотечная система: детская библиотека и 21 филиал[30].
- Туристические: ООО «Староказачье» — охота и разведение диких животных, включая предоставление услуг в этих областях, деятельность молодёжных туристских лагерей и горных туристских баз [31].

## Транспорт
Село связано регулярным автобусным сообщением с краевым центром Барнаулом. К западу от села, на противоположном берегу реки Чарыш находится аэродром, который в настоящее время не эксплуатируется. До ближайшей железнодорожной станции Алейская 183 км.

## Туризм
Активно развивается туристический бизнес. Через село Чарышское проходит туристический маршрут «Казачья подкова Алтая», а также маршрут водного сплава по Чарышу, развито спортивное рыболовство, есть несколько туристических баз.

## Достопримечательности
В селе сохранился храм Казанской иконы Божией Матери, который насчитывает уже более 150 лет. На сегодняшний день это одно из самых древних деревянных сооружений, построенных в Алтайском крае.

## Радио
- 103,3 Радио России / ГТРК Алтай